# Aequorea vitrina
Lampskärmsmedusor ( Aequorea vitrina ) är en nässeldjursart som beskrevs av Gosse 1853. Aequorea vitrina ingår i släktet Aequorea och familjen Aequoreidae. . Arten har börjat förekomma i Sverige och börjar bli vanligare. Inga underarter finns listade i Catalogue of Life.